# 回転体

曲線の回転。その表面は回転面を成し、その囲む領域が回転体である。

数学、工学および製造業における回転体（かいてんたい、英: solid of revolution）は、適当な平面曲線を同平面内の直線を回転の軸として回転させることにより得られる立体図形である。
母線となる曲線が軸と交わらないものとすれば、回転体の体積は表面積と中心軌跡によって記述される円周の長さとの積に等しい（パップスの第二中心軌跡定理）。
代表円板 (representative disk) は回転体の三次元体素を言う。この体素は回転の軸から r 単位離れた位置にある長さ w の線素を回転させることによって得られ、従って πr2w 単位の円筒体積を囲む。

## 求積法
回転体の体積の求積法には、円板分割と円筒分割の大きく二つがよく用いられる。これらの方法を適用するために、対象のグラフを描くことが最も平易である。グラフの面積を回転軸の周りに回転させたものと見るとき、体積を求めるには図形を厚み δx の薄い円板形か、厚み δx の薄い円筒殻に切り分けて、それらの体積の和の δx → 0 なる極限をとればよく、その値は適当な積分によって評価されることになる。

### 円板法

y-軸に関する円板分割積分 (disk integration)

円板法（円板分割法）では回転体を回転軸に垂直にスライスし、軸に平行に積分する。
曲線 f(x), g(x) と直線 x = a, x = b の囲む面積を x-軸の周りに回転させてできる回転体の体積は
{\displaystyle V=\pi \int _{a}^{b}\vert f(x)^{2}-g(x)^{2}\vert \,dx}
で与えられる。g(x) = 0 ならば
{\displaystyle V=\pi \int _{a}^{b}f(x)^{2}\,dx}
と簡約することができる。
この方法を視覚化するには、y において外に f(y), 内に g(y) の水平に伸びた薄い矩形を y-軸の周りに回転させてみればよい。回転させたものは外径 R = f(y), 内径 r = g(y) の環帯（あるいは g(y) = 0 のときは円板）で、環帯の面積は π(R2 − r2) で与えられる。故に、各無限小円板の体積は πf(y)2dy となり、これら体積のリーマン和の極限は上記の積分であることが理解される。

### 円筒法

バウムクーヘン積分 (shell integration)

円筒分割（年輪法）は回転体を回転軸と平行にスライスし、軸に垂直に積分する。
曲線 f(x), g(x) と直線 x = a, x = b の囲む面積を y-軸の周りに回転させた回転体の体積は
{\displaystyle V=2\pi \int _{a}^{b}x\vert f(x)-g(x)\vert \,dx}
で与えられる。g(x) = 0 のときは
{\displaystyle V=2\pi \int _{a}^{b}x\vert f(x)\vert \,dx}
と簡約できる。
この方法を視覚的に見るには、x において高さ [f(x) - g(x)] の縦に薄く伸びた矩形を考え、それを y-軸周りに回転させて円筒殻を描けばよい。この円筒の側面積は 2πrh = 2πx[f(x) − g(x)] であり、これらすべての側面積を当該の区間において足し上げれば上記の如く体積を得る。

## 媒介変数表示
曲線が適当な区間を動く媒介変数 t ∈ [a,b] で (x(t),y(t)) と媒介変数表示されているとき、これを x-軸または y-軸の周りに回転させて生成される回転体の体積はそれぞれ
{\displaystyle V_{x}=\int _{a}^{b}\,\pi y^{2}{\frac {dx}{dt}}\,dt}
または
{\displaystyle V_{y}=\int _{a}^{b}\pi x^{2}{\frac {dy}{dt}}\,dt}
で与えられる。
なお同じ状況で、回転体の表面積は同曲線が生成する回転面の面積であり、x-軸または y-軸の周りに回転させた場合はそれぞれ
{\displaystyle A_{x}=\int _{a}^{b}2\pi y{\sqrt {{\Bigl (}{\frac {dx}{dt}}{\Big )}^{\!2}\!+{\Bigl (}{\frac {dy}{dt}}{\Big )}^{\!2}}}\;dt}
または
{\displaystyle A_{y}=\int _{a}^{b}2\pi x{\sqrt {{\Bigl (}{\frac {dx}{dt}}{\Big )}^{\!2}\!+{\Bigl (}{\frac {dy}{dt}}{\Big )}^{\!2}}}\;dt}
で与えられる。